# Корнилока
Корнилока или Корниловка — внутриболотное дистрофное озеро в Холмском районе Новгородской области России.
Озеро находится на высоте 94 м над уровнем моря в болоте Рдейском. Площадь — 14 га. Берега торфяные, сплавинные. Озёрная котловина в значительной мере выровнена. Дно покрыто гумусовым сапропелем.
С северо-западной стороны впадает пересыхающий ручей. На востоке через протоку соединяется с соседним озером Островисто, из которого сток идёт по Хлавице в Ловать.
В озере произрастает кубышка жёлтая. Водится окунь, щука.